# أشباه الديدان
أشباه الديدان (الاسم العلمي: Scolecomorphidae)، فصيلة من عديمات الأرجل، تُعرف باسم عديمات الأرجل الاستوائية أو عديمات الأرجل ذات العيون الدَفِينَة أو عديمات الأرجل الإفريقية. توجد في الكاميرون في غرب إفريقيا، ومالاوي وتنزانيا في شرق إفريقيا. هي برمائيات عديمة الأرجل تشبه بشكل سطحي الديدان أو الثعابين.